# Vlčtejn
Vlčtejn (en allemand : Wildstein) est une commune du district de Plzeň-Sud, dans la région de Plzeň, en République tchèque. Sa population s'élevait à 88 habitants en 2022.

## Géographie
Vlčtejn se trouve à 8 km à l'est de Spálené Poříčí, à 17 km au sud-est de Plzeň et à 85 km au sud-ouest de Prague.
La commune est limitée par Chválenice et Nezvěstice au nord, par Žákava à l'est, par Blovice et Zdemyslice au sud-est, et par Chlum au sud-ouest et à l'ouest.

## Histoire
La première mention écrite de la localité date de 1284.

## Administration
La commune se compose de deux sections :
- Chlumánky
- Vlčtejn

## Galerie

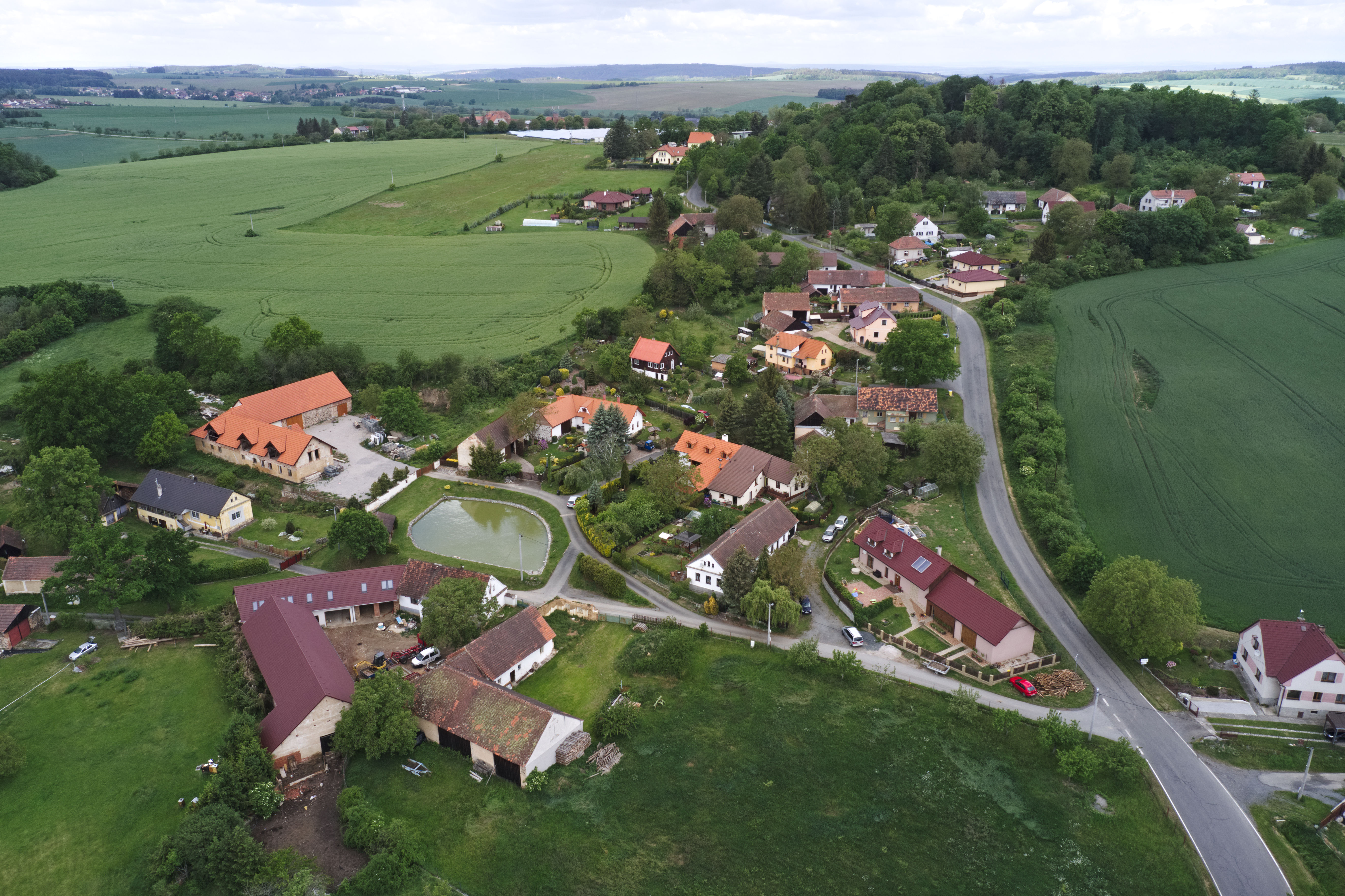
Chlumánky : vue générale.
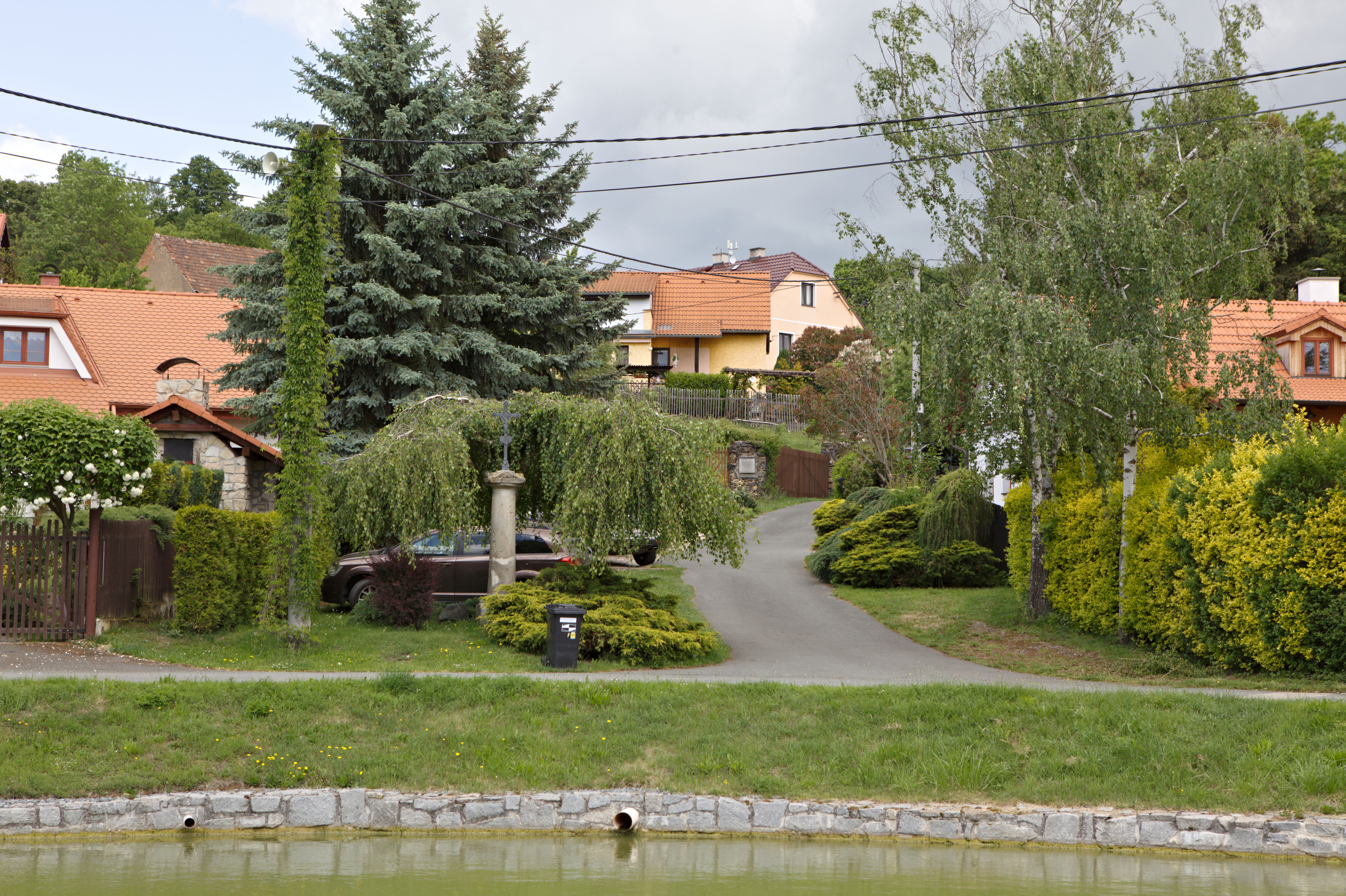
Rue de Chlumánky.

## Transports
Par la route, Vlčtejn se trouve à 5 km de Blovice, à 19 km de Plzeň et à 102 km de Prague.